# DanTDM
Daniel Robert Middleton (sinh ngày 8 tháng 11 năm 1991) là một YouTuber người Anh và là một game thủ chuyên nghiệp trên YouTube, với biệt danh là The Diamond Minecart hay DanTDM. Các kênh video trực tuyến của anh bao gồm các trò chơi điện tử, đặc biệt là trò chơi Minecraft. Tính đến tháng 5 năm 2017, kênh của anh ấy có hơn 10 tỷ lượt xem và 15.2 triệu người đăng ký và được liệt kê trong số các kênh YouTube hàng đầu ở Vương quốc Anh. Vào năm 2014, Business Insider ước tính thu nhập hàng năm của Middleton ở mức từ 213.000 đến 2,15 triệu đô la. Tháng 7 năm 2015, kênh của anh được liệt kê là một trong những người dùng YouTube nổi tiếng nhất trên thế giới do người xem. Anh đã kiếm được nhiều giải thưởng Kids 'Choice Awards cũng như thiết lập Guinness World Records cho các trò chơi và trình bày của mình.

## Tiểu sử
Daniel Middleton sinh ngày 8 tháng 11 năm 1991 tại Aldershot, Anh là người lớn tuổi nhất của hai anh em ruột. Cha anh là quân nhân và cả nhà anh phải chuyển nhà liên tục vì công việc. Vì chuyện đó mà hai anh em phải học 10 trường đến khi 10 tuổi. Thường do chuyển trường nên họ không quen được ai lắm. Nhưng có hai thứ tồn tại mãi: hai anh em và trò chơi điện tử. Máy trò chơi điện tử đầu tiên là NES (Nintendo Entertainment System). Sau đó, cha mẹ anh quyết định ly dị vì tốt cho cả hai. Hai anh em và mẹ anh ở lại thị trấn đang ở. Hai anh em mới bắt đầu học một trường mới nữa. Tuy ngại vì nhớ cha nhưng anh tìm được một nhóm bạn nhỏ và một cô gái tên là Jemma (vợ sau này). Khi đó thì anh mới biết được tính cách của mình: anh luôn thích chơi trò chơi điện tử và rất sáng tạo. Vẽ bản nhạc là một trong hai thứ thích nhất trong trường. Anh cũng tập trung học khi phải cần chọn môn để giáo dục. Tuy nhiên, môn Mỹ thuật thật khinh khủng, và bắt đầu chán sau đó; còn Âm nhạc thì còn vì em trai anh lập ban nhạc. Anh học đàn guitar và sáng tác nhạc, em trai anh thì đánh trống, hai người bạn của anh thì chơi bass và guitar. Anh không chăm học lắm nhưng khi nói tới Âm nhạc và Mỹ thuật thì anh có thể bày tỏ ý kiến của mình. Nhưng khi nói tới các bài kiểm tra cấp độ A thì anh không tốt lắm nhưng áp lực được điểm tốt cứ ngả về không và không biết cách sống sót qua trường. Anh và Jemma trở thành bạn trai/gái vào năm 2009. Anh nhận được bằng lái xe khi 17 tuổi. Anh và Jemma chuyển sang một căn hộ nhỏ khi 18 tuổi. Lúc đó hai người có ít tiền nhưng vẫn hạnh phúc. Anh tiếp tục học tại Đại học Northampton. Tuy chọn học Âm nhạc nhưng có rất nhiều bài viết, làm văn nên rất trắc trở, không có hài lòng lắm. Tại vì chưa đủ điều kiện để tốt nghiệp nên anh bị kẹt ở đó. Sau đó, anh mới biết về thẻ bài Pokemon rất ưa chuộng (với giải đấu) nên anh mới mua thẻ, học cách chơi, rồi tìm được nhiều bạn mới bằng cách thách đấu và đi khắp châu Âu. Vì đó nên anh mới lập nên một kênh YouTube về thẻ bài Pokemon (PokemonDan lv45), đồng thời cũng biết cách chỉnh sửa và cách tạo video một mình. Anh cũng biết cách tự tạo ra nhạc, đồ họa. Sau đó, anh và Jemma chuyển sang một ngôi nhà tốt hơn chút, nhưng còn lại ít tiền, nhưng họ thích nó, tuy khi mùa đông thì rất lạnh. Họ cũng có đi nghỉ cạnh biển và lúc đó anh cầu hôn Jemma trên bãi biển và cô ấy nói 'Có'. Sau khi về nhà, họ mới tiết kiệm tiền vào một cái hũ để dành tiền cho đám cưới. Sau đó, em trai anh mới giới thiệu trò chơi Minecraft trên Xbox 360, hai anh em chơi tới mấy tiếng, sau đó mới giới thiệu với Jemma và họ chơi hàng tiếng, hàng ngày, hàng tuần. Vào năm 2012, Middleton tạo ra The Diamond Minecraft, một kênh YouTube mà khán giả bao gồm phần lớn là trẻ em từ 5-12 tuổi. Theo thống kê, kênh Minecraft của anh còn vượt trội hơn kênh Pokemon của anh. Vào tháng 11 năm 2012, Jemma phải vào bệnh viện, anh phát hiện cô ấy có chứng bệnh Crohn, nó không thể chữa được, nhưng có thể quản lý được. Giáng sinh năm 2012, Jemma mới hồi phục trở lại. Tháng 3 năm 2013, họ kết hôn. Họ đi Orlando, Mỹ trong tuần trăng mật của họ. Sau đó, họ chuyển sang một ngôi nhà lớn hơn. Anh đã thay đổi tên kênh YouTube của mình thành TheDiamondMinecraft // DanTDM, và sau đó, vào ngày 12 tháng 12 năm 2016, anh đổi lại chỉ còn DanTDM. Anh sản xuất các đoạn video ở ngoài nhà riêng tại Wellingborough. Trong một cuộc phỏng vấn với The Big Issue, Middleton mô tả quy trình của anh ấy trong việc quay video: anh ấy thức dậy khoảng 9 giờ và bắt đầu làm việc trong video một giờ sau đó. Anh ấy kiểm tra các bản cập nhật của Minecraft, chỉnh sửa video vào buổi chiều và tải lên sản phẩm hoàn chỉnh lúc 8 giờ 30 chiều, sau đó anh ấy kiểm tra nhận xét. Anh ấy nói "Không có một trò chơi nào khác mà mỗi ngày do nội dung tự do xuất hiện, và một số điều đó là tâm trí thổi." Vào các ngày cuối tuần, anh chuẩn bị các video trước. Ngoài các video Let's Play, anh còn sản xuất những video ngắn có sự tham gia của các nhân vật gốc.
Middleton đã từng là khách mời thường xuyên tại lễ hội chơi game Insomnia, nơi anh xuất hiện trên các sân khấu lớn trong các lần thứ 49, 52 và 53. Anh cũng đã từng tham gia hai lần trên Technobabble của CBBC, nơi anh đã nhận xét về một số trò chơi điện tử và một lần vào Lorraine của ITV, nơi anh ấy nói về việc trở thành một YouTuber.
Anh phát hành một cuốn tiểu thuyết đồ hoạ được gọi là DanTDM: Trayaurus và Pha lê Màu nhiệm vào ngày 6 tháng 10 năm 2016. Tiểu thuyết đồ họa này có các nhân vật từ các video trên YouTube của anh, bao gồm: DanTDM và chú chó Grim của anh, nhà khoa học Dr. Trayaurus, ông chủ phòng thí nghiệm tà ác Denton và phụ tá Fin. Anh là một khách mời đặc biệt tại Liên hoan Văn học Cheltenham và đi du lịch sách bao gồm các phần của Vương quốc Anh và chuyến thăm thành phố New York. Năm 2017, anh đã đi một tour du lịch tại Hoa Kỳ ở 21 địa điểm.
Kênh video trực tuyến của anh tập trung chủ yếu vào trò chơi Minecraft, nhưng đến năm 2016, anh đã thêm video trò chơi khác Minecraft vào kênh của mình để chơi các trò chơi khác, chẳng hạn như Roblox và Tomodachi Life.

## Đời sống hằng ngày
Vào tháng 6 năm 2013, khi kênh của anh ấy đã vượt qua 100.000 người đăng ký, anh ấy đã đăng một video cho thấy bản thân thực tế của anh ấy lần đầu tiên, cám ơn người hâm mộ, và thông báo kế hoạch tạo blog video về cuộc sống thực của anh ấy. Kênh này được gọi là MoreTDM vào năm 2014, trong đó anh đã đăng video về cuộc sống hàng ngày "không chơi Minecraft" của mình.
Middleton kết hôn với bạn gái Jemma vào ngày 17 tháng 3 năm 2013; Cô cũng rất thích Minecraft: "Chúng tôi dành nhiều thời gian để chơi game cùng nhau, và tôi cũng đã dành lấy ý tưởng của cô ấy".

## Từ Thiện
Ngoài nổi tiếng vì chơi game, DanTDM còn nổi tiếng vì đóng góp 26,847 bảng Anh trên  #WorldAutismAwarenessDay.

## Giải thưởng
- Guinness World Record cho "Các bàn thắng hầu hết trong một trận đấu của Rocket League cho một đội 2 người" và "Các bàn thắng hầu hết ghi được trong một trận đấu của Rocket League (đội ba người)."
- Guinness World Record cho "Các lượt xem hầu hết cho kênh video Minecraft chuyên dụng".
- Giải thưởng Nickelodeon Kids 'Choice trong thể loại Người Bổ sung Ý kiến Yêu thích nhất ở Anh: 2015 và 2016.